# Karl Hettich (Unternehmer)

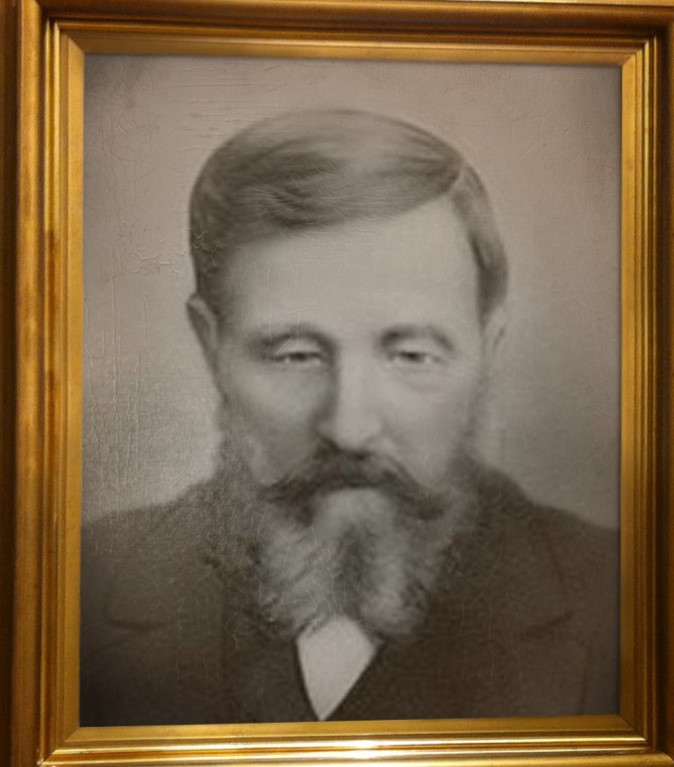
Portrait von Karl Hettich

Karl Hettich (* 18. Januar 1837 in Schramberg; † 11. Juni 1894 ebenda) war ein deutscher Unternehmer und Erfinder. Aus seiner unternehmerischen Tätigkeit heraus gründeten seine Söhne die heute noch tätige Unternehmensgruppe Hettich, die Möbelbeschläge herstellt, und den Schraubenhersteller Heco Schrauben. Im Jahr 2022 beschäftigten diese Unternehmen, die unmittelbar auf den Gründer Karl Hettich zurückgehen, mehr als 8.000 Beschäftigte weltweit.

## Leben
Karl Hettich wurde 1837 in Schramberg als Sohn von Lorenz Hettich (1807–1841) und dessen Ehefrau Magdalena (geb. Kuhner) geboren. Im Jahre 1888 gründete Hettich ein Metallgewerbe in Schramberg und entwickelte die sogenannte Buckmaschine zur Fertigung von Ankerhaken für Pendeluhren. Mit dieser Erfindung legte Hettich 1888 den Grundstein für den heutigen  Möbelbeschlag-Hersteller Hettich. Die Buckmaschine wurde  hergestellt und verkauft. Fast jeder Uhrmacher hatte so eine in seinem Besitz. Karl Hettich war bis zu seinem Tode 1894 mit der Herstellung der Buckmaschine beschäftigt. Nach seinem Tod übernahmen die Söhne Franz Xaver Hettich (1879–1951) und Karl Hettich Jun. (1887–1916) das Unternehmen und stiegen unter anderem auch in die Herstellung von Schrauben ein. Aus dieser Firma ging die heute noch in Schramberg ansässige Firma Heco Schrauben hervor.
Karl Hettich heiratete im Jahre 1876 seine Ehefrau Karoline (geb. Mauch). Aus dieser Ehe gingen zehn Kinder hervor, darunter auch die späteren Firmeninhaber Franz und August Hettich, so wie der Gründer des Schwesterunternehmens in Herford, Paul Hettich, welcher in erster Ehe eine Tochter des aus Konstanz stammenden Ingenieurs, Max Honsell, ehelichte. 
Er starb im Jahre 1894 im Alter von 57 Jahren in seinem Heimatort.